# Everybody Has Secrets
Everybody Has Secrets (en hangul, 누구나 비밀은 있다; literalmente, «Nuguna bimileun itda») es una película coreana de 2004 dirigida por Jang Hyeon-su. Debido a su carga sexual está restringida a mayores de 18 o 21 años.

## Argumento
Mi-young, la pequeña de tres hermanas, es una rompecorazones a la búsqueda de Mr. Perfecto. Cree haberlo encontrado en Su-hyon a quien presenta a su familia. Su hermana mayor Ji-yeong (Chu Sang-mi) también cae seducida por él, y para colmo la hermana mediana Seon-yeong (Choi Ji Woo) decide entrar en escena y dejarse amar por el señor perfecto.

## Reparto
- Lee Byung-hun - Choi Su-hyeon.
- Choi Ji Woo - Han Seon-yeong.
- Chu Sang-mi - Han Ji-yeong.
- Kim Hyo-jin - Han Mi-yeong.
- Yongryu Seon-woo - Madre.
- Kim Hye-gon - Esposo de Ji Yeong.
- Jeon Jae-hyeong- Han Dae-yeong.
- Tak Jae-hun - Sang-il.
- Bo-seok Jeong.
- Kong Hyung-in.
- Oh Yeon-Su.
- Yi Shin.